# Mount Noxon
Mount Noxon är ett berg i Antarktis. Det ligger i Västantarktis. Inget land gör anspråk på området. Toppen på Mount Noxon är 669 meter över havet.
Terrängen runt Mount Noxon är kuperad åt nordväst, men åt sydost är den platt. Trakten är obefolkad. Det finns inga samhällen i närheten.